# William Martin
William Martin (n. 13 mai 1866, Elizabeth, New Jersey, SUA – d. 22 ianuarie 1931, Elizabeth, New Jersey, SUA) a fost un trăgător de tir ce a reprezentat Statele Unite ale Americii, medaliat olimpic. A participat la o ediție a Jocurilor Olimpice (1908) în care a câștigat două medalii de aur.